# 派尼盖
派尼盖，是匈牙利索博尔奇-索特马尔-贝拉格州所辖的一个村。总面积18.89平方公里，总人口749，人口密度39.7人/平方公里（2011年1月1日）。